# Ламаркізм
Ламаркі́зм (англ. Lamarckism) — перша цілісна теорія еволюції живих організмів, яку запропонував французький біолог Жан Батист Ламарк. Головні тези своєї теорії Ламарк опублікував у книзі «Філософія зоології» (1809). Надалі прихильники поглядів Ламарка розвивали декілька напрямків його ідей, об'єднаних під назвою неоламаркізм.

## Історія розвитку
Ламарк у власних роботах мало посилався на ідеї попередників, проте у його теорії прослідковуються спільні думки з Еразмом Дарвіном, трактат якого "Зоономія" був опублікований наприкінці XVIII сторіччя. На ставлення Ламарка до змін у тваринному світі також впливали його погляди на будову і перетворення хімічних речовин, які протистояли уявленню хіміка Лавуазьє.

## Структура теорії Ламарка
Головним фактором еволюції за Ламарком є градація — прагнення організмів до розвитку. Примітивне життя, на думку Ламарка, виникає постійно з неорганічної речовини, а потім розвивається прогресивно. Градація породжує висхідну послідовність еволюції організмів від найпростіших до людини. Тварини, що розвинулися заново, поступово рухаються по сходах прогресу, займаючи все вищі рівні: від інфузорій через червів, молюсків, членистоногих, риб, рептилій, птахів, ссавців - і до людини, що знаходилася на найвищій сходинці. 
Однак ідеальний розвиток порушується умовами середовища, яке є несприятливим для організмів. Вищі тварини мають змогу пристосуватися до цього другого фактору еволюції. Адаптація до зовнішнього фактора відбувається за двома законами еволюції:     
- Перший закон, закон вправляння і не вправляння: якщо тварина активно вправляє свій орган, той буде гіпертрофуватися і покращувати власну форму і функцію; якщо ж орган не вправляється, то він дегенерує і редукується.
- Другий закон, закон наслідування набутих ознак: якщо тварина набула корисну ознаку, вона буде успадкована нащадками; не успадковуються ознаки, набуті в результаті травм, патологій тощо.

Рослини і нижчі тварини за Ламарком не мають можливості змінюватися активно, а тому відхилення від градації відбувається в них лише під прямою дією середовища.

## Ставлення наукової спільноти
Значну роль у популяризації і критиці теорії відіграли зоолог і палеонтолог Жорж Кюв'є, геолог Чарлз Лаєлл, філософ Чемберс. В одному з листів Чарлз Дарвін писав: «Врятуй мене, Боже, від ламарківського недолугого потягу до досконалості»
Проте теорія Ламарка не була метафізичною як її сприйняли сучасники, а навпаки намагалася пояснити наявне біорізноманіття матеріалістичним способом.

## Вплив ламаркізму на еволюційну біологію
Упродовж XIX-XX сторіч з теорії Ламарка розвинулося декілька гілок еволюційних поглядів. Основними з них є неоламаркізм, ортогенез, епігенез.